# Chase This Light
Albums de Jimmy Eat World
Futures
(2004)
Chase This Light est le 6e album du groupe Jimmy Eat World.

## Liste des titres
1. Big Casino (3:40)
2. Let It Happen (3:28)
3. Always Be (3:04)
4. Carry You (4:22)
5. Electable (Give It Up) (2:56)
6. Gotta Be Somebody's Blues (4:46)
7. Feeling Lucky (2:32)
8. Here It Goes (3:26)
9. Chase This Light (3:29)
10. Firefight (3:53)
11. Dizzy (4:56)

### Bonus
- Be Sensible (Australie / RU / Japon) (5:04)
- Distraction (Japon / UK/Best Buy US Bonus Download) (2:58)
- Open Bar Reception (Smartpunk/InSound pre-order) (3:55)
- Take Em As They Come (iTunes) (3:55)
- Dizzy (acoustic) (iTunes) (4:27)
- Beautiful Is (Japon / UK Big Casino single) (2:30)